# Olaf Syvertsen
Olaf Syvertsen (Oslo, 23 de agosto de 1884 — Oslo, 13 de junho de 1964) foi um ginasta norueguês que competiu em provas de ginástica artística. 
Syvertsen é o detentor de uma medalha olímpica, conquistada na edição britânica, os Jogos de Londres, em 1908. Na ocasião, competiu como ginasta na prova coletiva. Ao lado de outros 29 companheiros, conquistou a medalha de prata, após superar a nação da Finlândia e encerrar atrás da seleção sueca.